# Korhány és Holt-Korhány
Korhány és Holt-Korhány este o arie protejată (arie specială de conservare — SAC, sit de importanță comunitară — SCI) din Ungaria întinsă pe o suprafață de 49,24 ha, integral pe uscat.

## Localizare
Centrul sitului Korhány és Holt-Korhány este situat la coordonatele 46°51′56″N 21°36′01″E / 46.865556°N 21.600278°E.

## Înființare
Situl Korhány és Holt-Korhány a fost declarat sit de importanță comunitară în mai 2004 pentru a proteja 9 specii de animale. Situl a fost protejat și ca arie specială de conservare în februarie 2010.

## Biodiversitate
Situată în ecoregiunea panonică, aria protejată conține 1 habitat natural: Păduri aluvionare cu Alnus glutinosa și Fraxinus excelsior (Alno-Padion, Alnion incanae, Salicion albae).
La baza desemnării sitului se află mai multe specii protejate:
- amfibieni (1): buhai de baltă cu burta roșie (Bombina bombina)
- mamifere (2): vidră de râu (Lutra lutra), liliac de iaz (Myotis dasycneme)
- nevertebrate (2): Chilostoma banaticum, fluturele purpuriu (Lycaena dispar)
- pești (3): zvârluga (Cobitis taenia), țipar (Misgurnus fossilis), boarță (Rhodeus sericeus amarus)
- reptile (1): țestoasa de baltă (Emys orbicularis)

Pe lângă speciile protejate, pe teritoriul sitului au mai fost identificate 1 specie de plante, 6 specii de amfibieni.